# Ceratonia oreothauma
Ceratonia oreothauma, jedna od dviju biljnih vrsta iz roda rogača s krajnjeg juga Arapskog poluotoka. Polstoje tri priznate podvrste
C. oreothauma je manje zimzeleno drvo koje naraste 4-8 metara visine

## Podvrste
1. Ceratonia oreothauma subsp. frigidus Moris
2. Ceratonia oreothauma subsp. oreothauma
3. Ceratonia oreothauma subsp. somalensis Hillc. & al.